# Комбинат питания на проспекте Будённого
Комбинат питания на проспекте Буденного  (Комбинат питания завода «Салют») – здание и функционировавшее в нем учреждение в районе Соколиная Гора Восточного административного округа города Москвы, расположенное на проспекте Буденного, д. 21.

## История
В районе Соколиная Гора в начале 20 века было построено несколько крупных заводов, в частности, авиационный Завод им. Фрунзе (впоследствии – «Салют»), но питание сотрудников должным образом организовано не было. Для решения этой задачи был построен комбинат питания, представлявший собой расширенную фабрику-кухню. Строительство было завершено в 1937 году, а в 1939 году комбинат питания начал работу.
Проектная мощность комбината составляла 20000 блюд в сутки. Планировалось открыть столовую на 440 мест, на втором этаже – ресторан на 182 места, кафетерий на 150 мест, диетическую столовую на 124 места, а также магазин по продаже полуфабрикатов для самостоятельного приготовления. Помимо основного производственного цеха планировалось также открыть кондитерский цех, а также цеха по производству фруктовых вод и мороженого .

## Архитектура
Архитектор здания неизвестен. Здание является образцом постконструктивизма. Комбинат питания имеет три этажа и состоит из двух корпусов, которые перпендикулярны друг друга, образуя в плане букву Г. Фасад здания решен в виде большого портала, обрамленного ленточными окнами. Архитектурной особенностью являются пилястры, имеющие вогнутую форму и капители в виде валиков .